# Craig Biggio
Craig Alan Biggio (né le 14 décembre 1965 à Smithtown, New York, États-Unis) est un joueur de deuxième but élu au Temple de la renommée du baseball. Il a joué 20 saisons dans la Ligue majeure de baseball, toutes avec les Astros de Houston de 1988 à 2007.

## Carrière

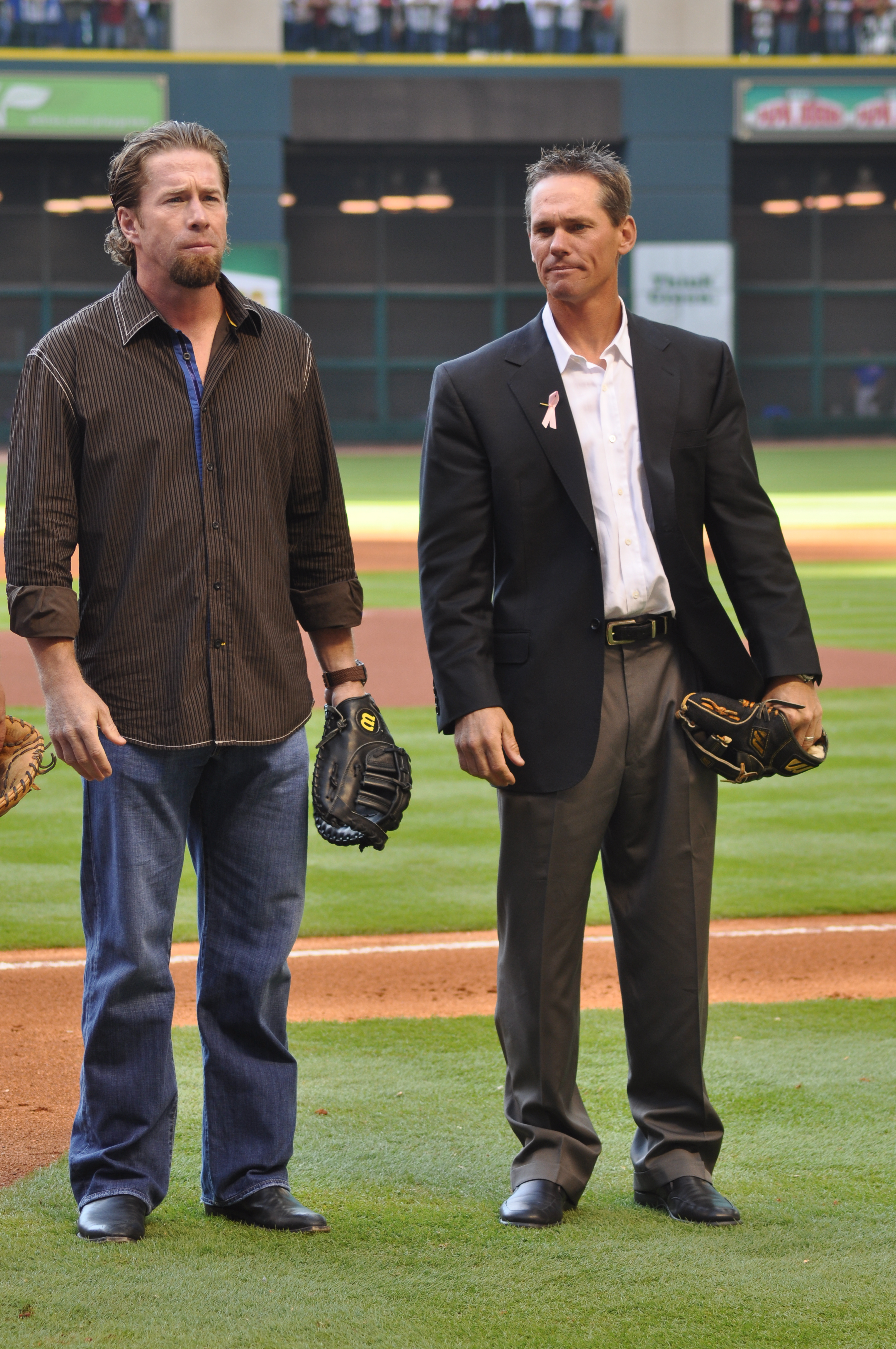
Les Killer B's : Jeff Bagwell et Craig Biggio (photographiés en 2009) ont passé toute leur carrière avec les Astros de Houston et ont été coéquipiers de 1991 à 2005.

Il annonce son intention de mettre fin à sa carrière le 24 juillet 2007 et s'est retiré du baseball à la fin de la saison 2007.

## Paliers statistiques
En 1998, Biggio réussit un sommet en carrière de 210 coups sûrs pour établir le record de franchise des Astros, qui sera battu en 2014 par José Altuve.
Biggio a été touché 282 fois par la balle (qui permet au joueur d'atteindre le premier but), le plus haut total depuis 1904.
Le 28 juin 2007, il devient le 27e joueur de l'histoire de la Ligue majeure de baseball à obtenir 3000 coups sûrs en carrière. Face aux Rockies du Colorado lors de la 
7e manche, il frappe son troisième simple du match et atteint le palier symbolique des 3000 coups sûrs. Depuis il a dépassé 7 autres joueurs pour la 20e place dans le classement pour les coups sûrs.
Le 16 août, il a frappé son 100e coup sûr de la saison, la 19e saison d'affilée avec au moins 100 coups sûrs. Le 11 septembre, il a frappé son 666e double en carrière et a dépassé George Brett pour la 5e place dans le classement des doubles en carrière. Il a officiellement annoncé sa retraite lors d'une conférence de presse le 24 juillet. Le 30 septembre, il a joué son 2850e et dernier match pour les Astros de Houston. Il a été remplacé lors de la 8e manche, accueilli par une longue ovation par les spectateurs à Houston.

## Élection au Temple de la renommée du baseball

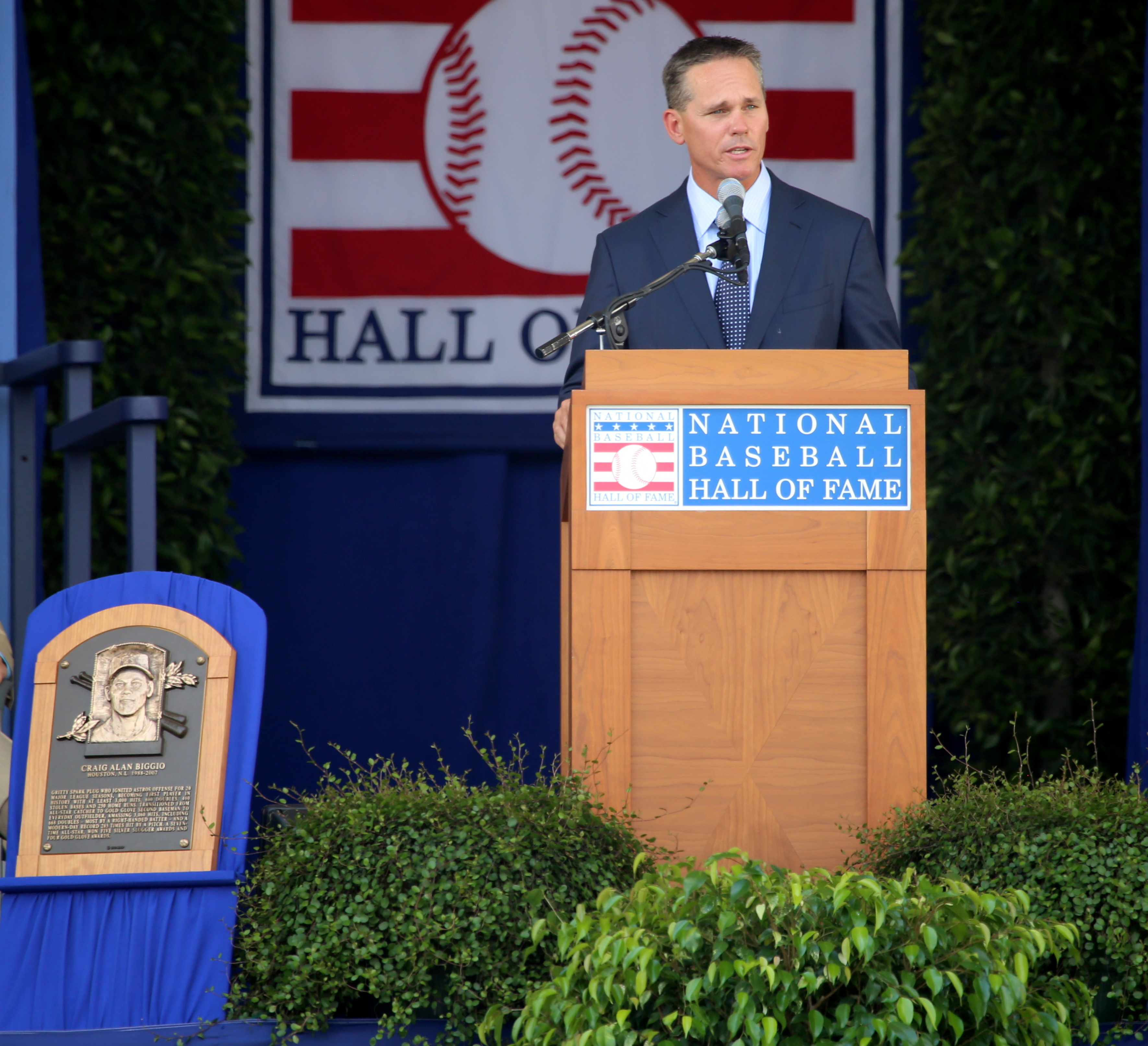
Craig Biggio prononce un discours pour son intronisation au Temple de la renommée du baseball le 26 juillet 2015.

Biggio est admissible à l'élection au Temple de la renommée du baseball pour la première fois en 2013. Il mène le vote en étant supporté par 68,2 % des membres de l'Association des chroniqueurs de baseball d'Amérique appelés à élire les futurs membres du Temple. Un minimum de 75 % est cependant nécessaire pour l'élection, un honneur qu'aucun ancien joueur ne mérite cette année-là. En 2014, il arrive tout juste sous les 75 pour cent et rate l'élection au Panthéon par à peine deux votes. 
Le 6 janvier 2015, il récolte 82,7 des votes exprimés et est, avec Randy Johnson, Pedro Martinez et John Smoltz, l'un des quatre joueurs élus à faire leur entrée au Temple de la renommée à Cooperstown le 26 juillet 2015. Il est le premier joueur à avoir passé toute sa carrière avec Houston, une franchise fondée en 1962, à être élu au Temple.

## Classements de l'histoire de la MLB
- 15e pour les parties jouées (2 850)
- 12e pour les présences au bâton (10 876)
- 20e pour les coups sûrs (3 060)
- 13e pour les points marqués (1 844)
- 5e pour les doubles (668)
- 61e pour les buts volés (414)
- Élu sept fois dans l'équipe des étoiles de la Ligue nationale

## Vie personnelle
Son fils Conor Biggio, un joueur de champ extérieur de l'université Notre Dame, est choisi par les Astros de Houston au 34e tour du repêchage amateur en 2015.

## Statistiques en carrière
| Statistiques de frappeur |            |            |      |       |      |      |     |    |     |      |     |     |      |      |       |       |       |
|                          |            |            | G    | AB    | R    | H    | 2B  | 3B | HR  | RBI  | SB  | CS  | BB   | SO   | BA    | OBP   | SLG   |
| Totaux                   | 20 saisons | 20 saisons | 2850 | 10876 | 1844 | 3060 | 668 | 55 | 291 | 1175 | 414 | 124 | 1160 | 1753 | 0,281 | 0,363 | 0,433 |